# Tsjechische kroon
De Tsjechische kroon (CZK, Tsjechisch: koruna) is sinds 1993 de munteenheid van Tsjechië. De munten worden geslagen door de Česká mincovna.

## Geschiedenis
De kroon dankt zijn naam aan de Oostenrijkse kroon, de munteenheid van de Oostenrijkse-Hongaarse monarchie die daar in 1892 was geïntroduceerd. In 1919, een jaar na de onafhankelijkheid van Tsjecho-Slowakije, werd de Tsjecho-Slowaakse kroon ingevoerd. Deze bleef de munteenheid van dat land, totdat het in 1993 uiteenviel. Voorafgaand aan de splitsing van Tsjechië en Slowakije, werd in 1992 besloten dat de Tsjecho-Slowaakse kroon nog minstens een paar maanden de munteenheid van beide landen zou blijven. Gebrek aan vertrouwen, met onder andere een uitstroom van geld uit Slowakije naar Tsjechië als gevolg, leidde er echter toe dat beide landen reeds op 8 februari 1993 (amper zes weken na de scheiding) een eigen munteenheid invoerden: de Tsjechische en de Slowaakse kroon.

### Heller
De kroon was onderverdeeld in honderd heller (haléř). De munten van 10 en 20 heller werden op 1 november 2003 afgeschaft. Hetzelfde gebeurde op 1 september 2008 met de munt van 50 heller, waarmee er een einde kwam aan de heller als wettig betaalmiddel.

## Betaalmiddelen

### Munten
Het muntgeld is beschikbaar in 1, 2, 5, 10, 20 en 50 kronen.
| Waarde (Kč) | Diameter (mm) | Dikte (mm) | Gewicht (g) | Samenstelling                                                       | Rand      | Afbeelding |
| ----------- | ------------- | ---------- | ----------- | ------------------------------------------------------------------- | --------- | ---------- |
| 1           | 20,00         | 1,85       | 3,60        | vernikkeld staal                                                    | gekarteld |            |
| 2           | 21,50         | 1,85       | 3,70        | vernikkeld staal                                                    | glad      |            |
| 5           | 23,00         | 1,85       | 4,80        | vernikkeld staal                                                    | glad      |            |
| 10          | 24,50         | 2,55       | 7,62        | koper/staal                                                         | gekarteld |            |
| 20          | 26,00         | 2,55       | 8,43        | messing/staal                                                       | glad      |            |
| 50          | 27,50         | 2,55       | 9,70        | bimetaal. buitenste ring: koper/staal binnenste ring: messing/staal | glad      |            |

### Bankbiljetten
Het papiergeld is beschikbaar in 100, 200, 500, 1.000, 2.000 en 5.000 kronen. Het bankbiljet van 20 kronen is op 1 september 2008 uit de roulatie genomen. Het bankbiljet van 50 kronen is op 1 april 2011 uit de roulatie genomen.
| Waarde (Kč) | Afmetingen (mm) | Afbeelding | Portret           |
| ----------- | --------------- | ---------- | ----------------- |
| 100         | 140 × 69        |            | Keizer Karel IV   |
| 200         | 146 × 69        |            | Jan Amos Comenius |
| 500         | 152 × 69        |            | Božena Němcová    |
| 1.000       | 158 × 74        |            | František Palacký |
| 2.000       | 164 × 74        |            | Ema Destinnová    |
| 5.000       | 170 × 74        |            | Tomáš Masaryk     |

## Euro
De bedoeling is dat de Tsjechische kroon uiteindelijk vervangen zal worden door de euro. In 2018 was echter slechts 20% voor invoering van de munt, hoewel Tsjechië al enkele jaren ruimschoots voldeed aan de gestelde criteria binnen de ERM II.